# Pim van Lommel
Willem (Pim) van Lommel o Pim van Lommel (15 de marzo de 1943, Laren, Países Bajos) es un cardiólogo y científico holandés.

## Biografía
Tras aprobar el liceo (Gymnasium) en Hilversum van Lommel cumplió con su servicio militar desde 1961 hasta 1963. Luego estudió medicina hasta 1971 en la Universidad de Utrecht, Países Bajos. Desde 1971 y hasta 1976 se desempeñó como médico en el Hospital Antonius en Utrecht, donde hizo sus estudios de la especialidad, convirtiéndose en cardiólogo. A partir de 1977 y hasta el año 2003 trabajó como cardiólogo en el Hospital Rijnstate-Krankenhaus en Arnhem, permaneciendo en esta función durante 26 años. A partir de 2003, Pim van Lommel ha trabajado principalmente en el área de la investigación de las experiencias cercanas a la muerte y los temas científicos aledaños o afines.

## Obra
Es conocido por su trabajo científico sobre las experiencias cercanas a la muerte y la conciencia, incluyendo el famoso estudio prospectivo publicado en la revista médica The Lancet.
Es también el autor del best seller holandés de 2007 titulado Eindeloos Bewustzijn: een wetenschappelijke visie op de Bijna-Dood Ervaring (Consciencia sin fin: una aproximación científica a la experiencia cercana a la muerte), que ha sido traducido al alemán, inglés, francés y castellano (traducción al castellano: Consciencia más allá de la vida. La ciencia de la experiencia cercana a la muerte. Ediciones Atalanta, 2012).

## Publicaciones
- Van Lommel, P., van Wees, R., Meyers, V. y Elfferich, I. (2001) Near-death experience in survivors of cardiac arrest: a prospective study in the Netherlands. Lancet 358: 2039-2045.
- Van Lommel, P. (2004). About the continuity of our consciousness. Advances in Experimental Medicine and Biology 550: 115-132.
- Van Lommel, P. (2006). Near-Death Experience, Consciousness and the Brain. A new concept about the continuity of our consciousness based on recent scientific research on near-death experience in survivors of cardiac arrest. World Futures, The Journal of General Evolution 62: 134-152.
- Consciousness Beyond Life: The Science of the Near-Death Experience (2010, 2011)
- Van Lommel, P. (2011). Near-death experiences: the experience of the self as real and not as an illusion. Annals of the New York Academy of Sciences  1234: 19-28.
- Van Lommel, P. (2013). Nonlocal Consciousness. A concept based on scientific research on near-death experiences during cardiac arrest. Journal of Consciousness Studies 20: 7-48.

## Edición en castellano
- Lommel, Pim van (2012). Consciencia más allá de la vida. La ciencia de la experiencia cercana a la muerte. Imaginatio Vera. 480 páginas, rústica bolsillo (Octava edición). Vilaür: Ediciones Atalanta. ISBN 978-84-120743-2-1.